# Pondoina
Pondoina is een geslacht van kreeftachtigen uit de klasse van de Ostracoda (mosselkreeftjes).

## Soorten
- Pondoina deserta (Bassiouni & Luger, 1990) Carbonnel & Oy, 1991 †
- Pondoina igodaensis Dingle, 1981 †
- Pondoina sulcata Dingle, 1969 †